# Alexandria (Dakota del Sur)
Alexandria es una ciudad ubicada en el condado de Hanson en el estado estadounidense de Dakota del Sur. En el Censo de 2010 tenía una población de 615 habitantes y una densidad poblacional de 380,53 personas por km².

## Geografía
Alexandria se encuentra ubicada en las coordenadas 43°39′15″N 97°46′48″O / 43.65417, -97.78000. Según la Oficina del Censo de los Estados Unidos, Alexandria tiene una superficie total de 1.62 km², de la cual 1.62 km² corresponden a tierra firme y (0%) 0 km² es agua.

## Demografía
Según el censo de 2010, había 615 personas residiendo en Alexandria. La densidad de población era de 380,53 hab./km². De los 615 habitantes, Alexandria estaba compuesto por el 98.54% blancos, el 0% eran afroamericanos, el 0% eran amerindios, el 0.49% eran asiáticos, el 0% eran isleños del Pacífico, el 0.65% eran de otras razas y el 0.33% pertenecían a dos o más razas. Del total de la población el 1.63% eran hispanos o latinos de cualquier raza.